# Archipines unicolor
Archipines unicolor is een keversoort uit de familie zwamkevers (Endomychidae). De wetenschappelijke naam van de soort werd in 2002 gepubliceerd door Tomaszewska.